# Jake Wood
Jake Dylan Wood, född 12 juli 1972 i Westminster i London, är en brittisk skådespelare. Hans filmdebut var i Den vilde krigaren (Flesh and Blood) från 1985. 2006 började han spela karaktären Max Branning i den brittiska dokusåpan EastEnders.